# Nou d'Austràlia
La nou d'Austràlia (Macadamia integrifolia) és una espècie d'angiosperma de la família de les proteàcies (Proteaceae). És un arbret que habita la selva plujosa de Queensland i Nova Gal·les del Sud (Austràlia).
El seu conreu s'ha estès a Mèxic (Michoacán i Jalisco). Aquesta planta no és gaire resistent al fred i es troba a la zona climàtica de resistència entre 10 i 11.

## Característiques
Les seves fulles són enteres amb els marges serrats i fan de 7 a 15 cm de llargada. Les seves flors, en inflorescències, són blanques o rosades i els fruits són comestibles i amb el pericarpi llenyós de 2 a 3,5 cm de diàmetre.